# Ira Loren Wiggins
Ira Loren Wiggins (1899 - 1987) fue un botánico y profesor estadounidense.
Completa su educación media en la Escuela Secundaria Hilman de San Luis Obispo en 1918; y concurre al Colegio Occidental, Los Ángeles para ser pastor presbisteriano. Y tiene un contacto con su profesor de Botánica Frank J. Smiley (1880-1969) quien lo entusiasma con la ciencia. Así en 1925 obtiene su maestría en la Universidad de Stanford defendiendo su tesis de un estudio sistemático de Malvaceae de las costas del Pacífico.
De 1925 a 1927 enseña en el Occidental College, y regresará a Stanford para realizar su doctorado, obteniéndolo en 1930 con su tesis sobre la flora del Condado de San Diego. Ese mismo año es profesor asistente. En 1936 ya es asociado, y en 1940 profesor ordinario; permaneciendo hasta 1964. Luego fue profesor en la Universidad de California y en la Universidad de Florida.

## Algunas publicaciones
- Wiggins, IL; JH Thomas. 1962. A Flora of the Alaskan Arctic Slope
- ----, F Shreve. 1964. Flora of the Sonoran Desert
- ----, D MacNair Porter. 1971. The Flora of the Galapagos Islands. Stanford University Press
- ----. 1980. Flora of Baja California

- La abreviatura «Wiggins» se emplea para indicar a Ira Loren Wiggins como autoridad en la descripción y clasificación científica de los vegetales.[1]